# Sebastián de Palacio
Sebastián de Palacio e Iramaín (Santiago del Estero, 15 de diciembre de 1782-ib. aprox. 1866) fue un comerciante y político que desempeñó diversos cargos públicos en su ciudad natal.
Fue hijo de Manuel de Palacio y Amabiscar, inmigrante español vizcaíno, y de Agustina Iramaín, esposa en segundas nupcias de Palacio. Fueron sus hermanos Santiago de Palacio (gobernador de Santiago del Estero en 1831) y Francisca (casada con Juan Cornet).
Sebastián de Palacio perteneció a una familia rica, ya que su padre era uno de los comerciantes más adinerados de la ciudad. Además, los Palacio tenían una gran influencia en la política de Santiago del Estero. Fue por ese motivo que alcanzó diversos cargos militares y públicos a lo largo de su existencia. Palacio fue alférez de milicias regladas desde comienzos de la década revolucionaria de 1810. Además fue síndico procurador del Cabildo de Santiago del Estero en 1814 y 1818. A fines de 1819 fue elegido alcalde de primer voto, quedando como teniente de gobernador de Santiago del Estero tras la renuncia de Gabino Ibáñez el 27 de enero de 1820. Fue reemplazado por Juan Francisco Echauri cuando asumió ese cargo el 8 de febrero de ese mismo año.
Falleció aproximadamente en 1866.
Estuvo casado con Modesta de Ispizúa Rodríguez y tuvieron los siguientes hijos:
- Manuel Felipe Palacio Ispizúa.
- Nepomucena Palacio Ispizúa.
- Dámaso Palacio Ispizúa: casado con Nepomucena Achával Vieyra. Fueron padres, entre otros, del abogado Dámaso E. Palacio, dos veces gobernador de Santiago del Estero y ministro de la Corte Suprema de Justicia de la Nación Argentina.
- Coleta Palacio Ispizúa: casada en 1829 con el músico y político Amancio Alcorta. Fueron padres, entre otros, del político Amancio Mariano Alcorta.[4]
- Ramón Palacio Ispizúa.
- José Domingo Palacio Ispizúa: diputado nacional por Santiago del Estero al Congreso de Paraná de 1855.[5][6]